# Paesaggio del Midi
Paesaggio del Midi è un dipinto a olio su tela realizzato nel 1919 dal pittore italiano Amedeo Modigliani.